# Lista över fornlämningar i Båstads kommun
Lista över fornlämningar i Båstads kommun är en förteckning av ett urval av de fornlämningar som finns i Båstads kommun.

## Båstad
Se Lista över fornlämningar i Båstads kommun (Båstad)

## Förslöv
Se Lista över fornlämningar i Båstads kommun (Förslöv)

## Grevie
Se Lista över fornlämningar i Båstads kommun (Grevie)

## Hov
Se Lista över fornlämningar i Båstads kommun (Hov)

## Torekov
Se Lista över fornlämningar i Båstads kommun (Torekov)

## Västra Karup
Se Lista över fornlämningar i Båstads kommun (Västra Karup)

## Östra Karup
Se Lista över fornlämningar i Båstads kommun (Östra Karup)